# Chambre d'agriculture (Côte d'Ivoire)
La Chambre d'agriculture de Côte d'Ivoire est un organisme chargé de représenter les intérêts des agriculteurs, d'assurer leur formation et de leur apporter un appui. Elle émane de la Chambre de commerce de Côte d'Ivoire créée à Grand-Bassam le 23 décembre 1908, par arrêté du Gouverneur général. Depuis 1964, elle est organisée séparément, par décret,.
La Chambre d'agriculture de Côte d'Ivoire est, outre ses instances nationales, organisée en onze Chambres régionales d’agriculture. Tous les dirigeants de la Chambre sont élus. Toutefois, selon certaines opinions, les vrais agriculteurs professionnels et leurs organisations ont été mis à l'écart lors des dernières élections qui se sont déroulées en 1994. Depuis cette date, il est également constaté un immobilisme de cette structure. La chambrenationale d'agriculture de Côte d'Ivoire est placée sous la tutelle du Ministère de l'Agriculture et du développement Rural.